# Gesaffelstein
Майк Ле́ви (фр. Mike Lévy, более известен под псевдонимом Gesaffelstein (Гезаффельштайн)) — французский техно-музыкант, диджей и продюсер. Он работал вместе с такими музыкантами, как Леди Гага, The Weeknd, Miss Kittin, Daft Punk, HAIM, A$AP Rocky, Phoenix, Канье Уэст, Жан-Мишель Жарр и Фаррелл Уильямс.

## Биография
Майк Леви родился в Лионе в 1985 году. Начал заниматься музыкой в 16 лет. В 2008 году выпустил свой первый мини-альбом на лейбле The Hacker, Goodlife Records под псевдонимом Gesaffelstein.

## Псевдоним
Псевдоним Gesaffelstein - это словослияние из слова гезамткунстверк и фамилии Альберта Эйнштейна.

## Музыкальный стиль
Mixmag описывает стиль Gesaffelstein как «темный и угрожающий техно, хотя и очаровательный»; Inrocks видят в ней «черную, ультра-жестокую музыку, которая возрождает основы техно, непримиримость "Underground Resistance", ментальные и навязчивые структуры Drexciya, современную силу и многое другое». Меган Бюргер из Washington Post описывает, что в стиле Gesaffelstein есть смесь мрачной и андеграундной музыки, и отмечает, что особенность артиста - его использование молчания, которое создает «напряжение» перед «хриплым взрывом баса и перкуссии».

## Дискография
Мини-альбомы
| Год  | Об альбоме                                                                            |
| ---- | ------------------------------------------------------------------------------------- |
| 2008 | Vengeance Factory - Дата выпуска: 17 марта 2008 - Лейбл: OD Records                   |
| 2008 | Modern Walk - Дата выпуска: 25 июня 2008 - Лейбл: GoodLife Records, PIAS Recordings   |
| 2009 | The Operator - Дата выпуска: 10 декабря 2009 - Лейбл: Zone Records                    |
| 2010 | Variations - Дата выпуска: 9 ноября 2010 - Лейбл: Turbo Records                       |
| 2011 | Conspiracy PT. I - Дата выпуска: 26 апреля 2011 - Лейбл: Turbo Records                |
| 2011 | Conspiracy PT. II - Дата выпуска: 4 августа 2011 - Лейбл: Turbo Records               |
| 2012 | Conspiracy Remixes - Дата выпуска: 27 февраля 2012 - Лейбл: Turbo Records             |
| 2012 | Bromance #4 : Rise Of Depravity - Дата выпуска: 9 июля 2012 - Лейбл: Bromance Records |
| 2013 | Pursuit - Дата выпуска: 17 июня 2013 - Лейбл: EMI Music France                        |
| 2013 | Hate or Glory - Дата выпуска: 8 октября 2013 - Лейбл: EMI Music France                |
| 2019 | Novo Sonic System - Дата выпуска: 4 октября 2019 - Лейбл: Columbia Records            |

Альбомы
| Год  | Об альбоме                                                      |
| ---- | --------------------------------------------------------------- |
| 2013 | Aleph - Дата выпуска: 28 октября 2013 - Лейбл: EMI Music France |
| 2019 | Hyperion - Дата выпуска: 8 марта 2019 - Лейбл: Columbia Records |
| 2024 | Gamma - Дата выпуска: 29 марта 2024 - Лейбл: Columbia Records   |

Синглы
| Название                                      | Год  | Позиции в чартах | Позиции в чартах | Позиции в чартах | Позиции в чартах | Позиции в чартах | Позиции в чартах | Позиции в чартах | Позиции в чартах | Позиции в чартах | Позиции в чартах | Номинации               | Альбом                          |
| Название                                      | Год  | FRA              | AUS              | BEL(Fl)          | CAN              | DEN              | GER              | NLD              | SWE              | UK               | US               | Номинации               | Альбом                          |
| --------------------------------------------- | ---- | ---------------- | ---------------- | ---------------- | ---------------- | ---------------- | ---------------- | ---------------- | ---------------- | ---------------- | ---------------- | ----------------------- | ------------------------------- |
| "Pursuit"                                     | 2013 | 96               | —                | —                | —                | —                | —                | —                | —                | —                | —                |                         | Aleph                           |
| "Hate or Glory"                               | 2013 | —                | —                | —                | —                | —                | —                | —                | —                | —                | —                |                         | Aleph                           |
| "Conquistador"(совместно с Жан-Мишель Жарром) | 2015 | —                | —                | —                | —                | —                | —                | —                | —                | —                | —                |                         | Electronica 1: The Time Machine |
| "Reset"                                       | 2018 | —                | —                | —                | —                | —                | —                | —                | —                | —                | —                |                         | Hyperion                        |
| "Lost in the Fire" (совместно с The Weeknd)   | 2019 | 78               | 24               | 43               | 14               | 17               | 49               | 60               | 9                | 9                | 27               | - MC: Gold - RIAA: Gold | Hyperion                        |
| "Blast Off"(совместно с Фаррелл Уильямсом)    | 2019 | —                | —                | —                | —                | —                | —                | —                | —                | —                | —                |                         | Hyperion                        |

Как приглашенный артист
| Название                                                   | Год  | Позиция в чартах | Позиция в чартах | Позиция в чартах | Позиция в чартах | Позиция в чартах | Позиция в чартах | Позиция в чартах | Позиция в чартах | Альбом                                        |
| Название                                                   | Год  | FRA              | AUS              | CAN              | DEN              | GER              | NLD              | SWE              | US               | Альбом                                        |
| ---------------------------------------------------------- | ---- | ---------------- | ---------------- | ---------------- | ---------------- | ---------------- | ---------------- | ---------------- | ---------------- | --------------------------------------------- |
| "In Distress" (A$AP Rocky совместно с Gesaffelstein)       | 2014 | —                | —                | —                | —                | —                | —                | —                | —                | Divergent: Original Motion Picture Soundtrack |
| "Hurt You" (The Weeknd совместно с Gesaffelstein)          | 2018 | 103              | 37               | 17               | 32               | 85               | 63               | 33               | 43               | My Dear Melancholy                            |
| "I Was Never There" (The Weeknd совместно с Gesaffelstein) | 2018 | 112              | 40               | 12               | 37               | 91               | 67               | 40               | 35               | My Dear Melancholy                            |

Производство и написание песен
| Год  | Название                            | Артисты     | Альбом                 |
| ---- | ----------------------------------- | ----------- | ---------------------- |
| 2013 | "Calling from the Stars"            | Miss Kittin | Calling from the Stars |
| 2013 | "Black Skinhead"                    | Kanye West  | Yeezus                 |
| 2013 | "Send It Up"                        | Kanye West  | Yeezus                 |
| 2016 | "Euphoria" (совместно с Remy Banks) | Boys Noize  | Mayday                 |
| 2017 | "Fior di Latte"                     | Phoenix     | Ti Amo                 |

## Ремиксы
2009
- I Am The Cosmos — «So Glad» (Gesaffelstein Remix)
- Franz & Shape feat. Shrubbn!! — «Lump» (Gesaffelstein Remix)

2010
- Cassius — «Les Enfants» (Gesaffelstein Remix)
- Sei A — «Body of Eyes» (Gesaffelstein Violation Remix)
- Chateau Marmont — «One Hundred Realities» (Gesaffelstein Remix)
- David Carretta — «New Disco Beat» (Gesaffelstein Remix)
- Ali Renault — «What Is the Point» (Gesaffelstein Remix)

2011
- Miss Kittin — «All You Need» (Gesaffelstein Remix)
- ZZT — «ZZafrika» (Gesaffelstein Remix)
- Moby — «The Day» (Gesaffelstein Remix)
- Arnaud Rebotini — «All You Need Is Techno» (Gesaffelstein Remix)
- Agoria, Carl Craig & La Scalars — «Speechless» (Gesaffelstein Remix)
- Duck Sauce — «Big Bad Wolf» (Gesaffelstein Remix)
- Crackboy — «Hilinner» (Gesaffelstein Remix)
- The Shoes — «Cover Your Eyes» (Gesaffelstein Remix)

2012
- Azari & III — Indigo (Gesaffelstein Remix)
- Lana Del Rey — «Blue Jeans» (Gesaffelstein Remix)
- Boys Noize & Erol Alkan — «Lemonade» (Gesaffelstein Remix)
- The Hacker — «Shockwave» (Gesaffelstein Remix)
- Zombie Zombie — «Rocket Number 9» (Gesaffelstein Remix)
- Evil Nine & Danny Brown — «The Black Brad Pitt» (Gesaffelstein Remix)
- VCMG — «Aftermaths» (Gesaffelstein Remix)

2013
- Justice — «Helix» (Gesaffelstein Vision Remix)
- Laurent Garnier — «Jacques in the Box» (Brodinski & Gesaffelstein Dirty Sprite Remix)
- Depeche Mode — «Goodbye» (Gesaffelstein Remix)

2014
- Gesaffelstein — «Hate Or Glory» (Gesaffelstein Remix)
- Phoenix — «Bankrupt!» (Gesaffelstein Remix)

2020
- Rosalía — «A Palé» (Gesaffelstein Remix)